# Бизли, Сэмюэл
Сэмюэл Бизли (1786, Вестминстер — 13 октября 1851, Тонбридж) — английский архитектор, писатель и драматург. Он стал ведущим театральным архитектором своего времени и первым известным английским экспертом в этой области.
После участия в Пиренейской войне Бизли вернулся в Лондон и быстро стал успешным архитектором. Он совмещал работу архитектора с написанием более ста театральных работ, как правило, в комическом стиле. Его лучше всего помнят как театрального архитектора, два его главных лондонских театра все еще сохранились.
Бизли также занимался переводом оперных либретто на английский язык, а также написанием романов и научно-популярных работ по архитектуре. Он также был участником розыгрыша на Бернерс-стрит.

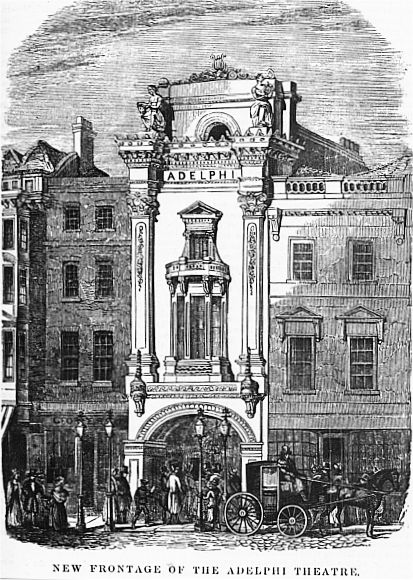
Фасад Бизли для театра Адельфи, 1840 год

## Биография
Бизли родился в Вестминстере, сын Сэмюэля Бизли и его жены Энн (урожденной Фрит). Оба аспекта будущей карьеры Бизли проявились, когда он был еще ребёнком: в школе в Актоне в возрасте 12 лет он написал фарс и построил сцену, на которой он и его школьные друзья исполнили его. Он получил образование архитектора у своего дяди Чарльза Бизли, «архитектора столь почитаемой церкви в Февершеме».
В юности Бизли пошел добровольцем на службу во время Пиренейской войны в Испании, и пережил множество приключений, о которых он любил рассказывать в дальнейшей жизни своим друзьям. Также он участвовал в дерзком побеге в Испанию Марии Терезы Французской, дочери Людовика XVI, спасавшейся от войск Наполеона в 1815 году. Его отчет о побеге был опубликован его дочерью после его смерти.
В 1810 году Бизли заключил пари со своим другом Теодором Хуком о том, сможет ли Хук превратить любой дом в Лондоне в самый обсуждаемый адрес за неделю. Это пари стало известно как Розыгрыш на Бернерс-стрит, в ходе которой Хук разослал тысячи писем от имени жительницы дома 54 по Бернерс-стрит с просьбой о доставке, посетителях и помощи.
После возвращения в Лондон Бизли практиковался в качестве архитектора и в то же время писал пьесы. У него уже была работа, профессионально поставленная в театре Лицеум в 1811 году: The Boarding House; or, Five Hours at Brighton, музыкальный фарс в двух действиях.
Бизли также переводил оперные либретто, в том числе «Роберт-Дьявол», «Катерина Корнаро» и «Сомнамбула».